# Marko Kleinen
Marko Servatius Ghislaine Kleinen (Maastricht, 27 juli 2001) is een Nederlands voetballer die als middenvelder voor MVV Maastricht speelt.

## Carrière
Marko Kleinen speelde tot 2020 in de jeugd van MVV Maastricht. In het seizoen 2019/20 zat hij enkele wedstrijden bij de selectie van het eerste elftal, maar hij debuteerde pas in het seizoen erna. Dit debuut vond plaats op 30 augustus 2020, in de met 0-0 gelijkgespeelde uitwedstrijd tegen Almere City FC. Hij kwam in de 79e minuut in het veld voor Tim Zeegers. en kwam Kleinen vaak als wisselspeler op het veld. in 2021 tekende Kleinen zijn eerste profcontract. en verlengde zijn contract in 2023 met twee jaar met een optie voor een extra jaar. vanaf het seizoen 2022/23 was Kleinen van vaste warde voor MVV met zijn eerste twee doelpunten en bereikte hij de play-offs met de club uit Maastricht. vanaf het seizoen 2023/24 werd Kleinen basisspeler bij MVV. vanaf de winterstop van het seizoen 2024/25 wisselde Kleinen de positie af met de ervaren Robert Klaasen na de blessure van Stan Van Dessel.                         

### Statistieken
| Seizoen                       | Club           | Land           | Competitie     | Competitie | Competitie | Beker | Beker | Totaal | Totaal |
| Seizoen                       | Club           | Land           | Competitie     | Wed.       | Dlp.       | Wed.  | Dlp.  | Wed.   | Dlp.   |
| ----------------------------- | -------------- | -------------- | -------------- | ---------- | ---------- | ----- | ----- | ------ | ------ |
| 2019/20                       | MVV Maastricht | Nederland      | Eerste divisie | 0          | 0          | 0     | 0     | 0      | 0      |
| 2020/21                       | MVV Maastricht | Nederland      | Eerste divisie | 18         | 0          | 0     | 0     | 18     | 0      |
| 2021/22                       | MVV Maastricht | Nederland      | Eerste divisie | 31         | 0          | 0     | 0     | 31     | 0      |
| 2022/23                       | MVV Maastricht | Nederland      | Eerste divisie | 26         | 2          | 1     | 0     | 27     | 2      |
| 2023/24                       | MVV Maastricht | Nederland      | Eerste divisie | 22         | 1          | 1     | 0     | 23     | 1      |
| Carrièretotaal                | Carrièretotaal | Carrièretotaal | Carrièretotaal | 97         | 3          | 2     | 0     | 99     | 3      |
| Bijgewerkt op 24 januari 2024 |                |                |                |            |            |       |       |        |        |